# Гулиев, Ариф Мехди оглу
Ариф Мехди оглу Гулиев (азерб. Arif Mehdi oğlu Quliyev; в советское время фамилия писалась Кулиев; 15 декабря 1933, Геджагёзлю, Карягинский район — 16 сентября 2021, Баку) — азербайджанский учёный в области разработки и эксплуатации нефтяных и газовых месторождений нефтяной промышленности, член-корреспондент НАНА.

## Биография
Родился 15 декабря 1933 года в селе Геджагозлу Физулинского района. В 1957 году окончил с отличием Азербайджанский индустриальный институт (нефтегазовый факультет по специальности «Разработка и эксплуатация нефтяных месторождений»).
Работал инженером на месторождениях Балаханинефти, позже - старшим лаборантом и научным сотрудником Нефтяной экспедиции Академии наук Азербайджана, младшим научным сотрудником и старшим инженером в лаборатории «Подземная гидродинамика» АзНИИ добычи нефти. 
В 1960-2003 гг. в Институте геологии и геофизики АН Азербайджана: старший лаборант, младший и старший научный сотрудник, заведующий лабораторией, заведующий отделом разработки нефтяных месторождений.
В 1963 году защитил кандидатскую диссертацию «Некоторые вопросы гидродинамики нефтегазовых пластов», в 1974 году — докторскую диссертацию:
- Методы газогидродинамических расчетов разработки многопластовых месторождений нефти и газа : диссертация ... доктора технических наук : 05.15.06. - Баку, 1973. - 325 с. : ил.

Профессор (1977). В 1989 году избран членом-корреспондентом АН Азербайджанской ССР.
Автор 240 научных работ, в том числе 9 монографий, книг, словарей, 6 справочников, 12 изобретений и патентов.
Под его руководством подготовлено 4 доктора наук и 14 кандидатов наук и докторов философии. Лауреат премии имени академика И. М. Губкина.
Умер 16 сентября 2021 года.

## Награды
- Золотая медаль «XX юбилей Международной инженерной академии» (2012 год, Азербайджанская инженерная академия)[1]

## Сочинения
- Методы гидрогазодинамических расчетов разработки многопластовых месторождений нефти и газа. Баку: Элм, 1976. −204 с. (Соавтор: М. Т. Абасов)
- Инструкция по комплексному исследованию газовых и газоконденсатных скважин и пластов. Москва: Недра, 1980. — 301 с. — Гл. IV, п.5, 6; Гл. V, п.5,6. (Соавторы: М. Т. Абасов, З. С. Алиев и др.)
- Birgə istismar olunan layların hidrodinamiki tədqiqat məlumatlarının interpretasiya üsulları. Bakı: AzTU-nun mətbəəsi, 2007. −204 s. (Həmmüəlliflər: B.Z.Kazımov, R.M.Əfəndiyev, M.A.Hacıyev)
- Разработка методов комплексной интерпретации данных гидротермодинамических исследований нефтяных и газоконденсатных скважин. Баку: Элм, 2009. −328 с. (Соавторы: В. Н. Аллахвердиев, Н. В. Касумов)
- Деформация горных пород и ее влияние на их фильтрационно-емкостные свойства и на процессы фильтрации и разработки месторождений нефти и газа. Баку, изд. «Элм». −2009. — 88 с. (Соавтор: Б. З. Казымов)
- Enerjidaşıyıcılar: imkanlar, perspektivlər. Bakı: Nafta-Press, 2006. −297 s. (Həmmüəlliflər: F.N.Məmmədov, K.M.Nəbiyev, X.M.Nəbiyev)
- Neftqazçıxarma terminlərinin izahlı lüğəti (rusca-ingiliscə-azərbaycanca). Bakı, 2001. −392 s. (Həmmüəlliflər: M.A.Hacıyev, R.M.Əfəndiyev)